# Just Another Night (Cat Stevens)
Just Another Night è una delle canzoni più famose del cantautore britannico Cat Stevens. È il suo ultimo successo firmato con il suo primo soprannome e soprattutto il suo ultimo successo prima del suo ritiro discografico, durato 29 anni.
È comparso due volte: come traccia d'apertura nell'album Back to Earth, e nella seconda e terza versione dell'antologia The Very Best of Cat Stevens.